# Les Eclaireurs (маяк)
Маяк Les Eclaireurs — маяк злегка конічної форми, що стоїть на північно-східному острові групи островів Les Éclaireurs, за 5  морських миль (9.2 км) на схід від міста Ушуая в протоці Бігль, Вогняна Земля, південна Аргентина. Назва островів «Les Éclaireurs» в перекладі з французької мови означає «розвідники». Маяк отримав свою назву від назви островів.
Цегляна вежа маяка має висоту 11 метрів (36 футів) і ширину 3 метра (10 фута) у своїй основі. Стіна маяка без вікон, пофарбована у червоно-біло-червоний колір, і увінчана майданчиком з прожектором у чорному корпусі і галереєю. Доступ всередину вежі забезпечується тільки через двері, які знаходяться на західному боці маяка. Прожектор, що перебуває на висоті 22,5 метра (74 фута) вище рівня моря, випромінює білі спалахи раз що десять секунд. Світло прожектора можна бачити на відстані 7.5 морський миль (13.9 км)..
Маяк знаходиться на вході до Ушуаї з моря. Був зданий в експлуатацію 23 грудня 1920 року. Зараз маяк працює в автоматичному режимі, має дистанційне керування і закритий для публічних відвідувань. Електрика для прожектора виробляється сонячними батареями.

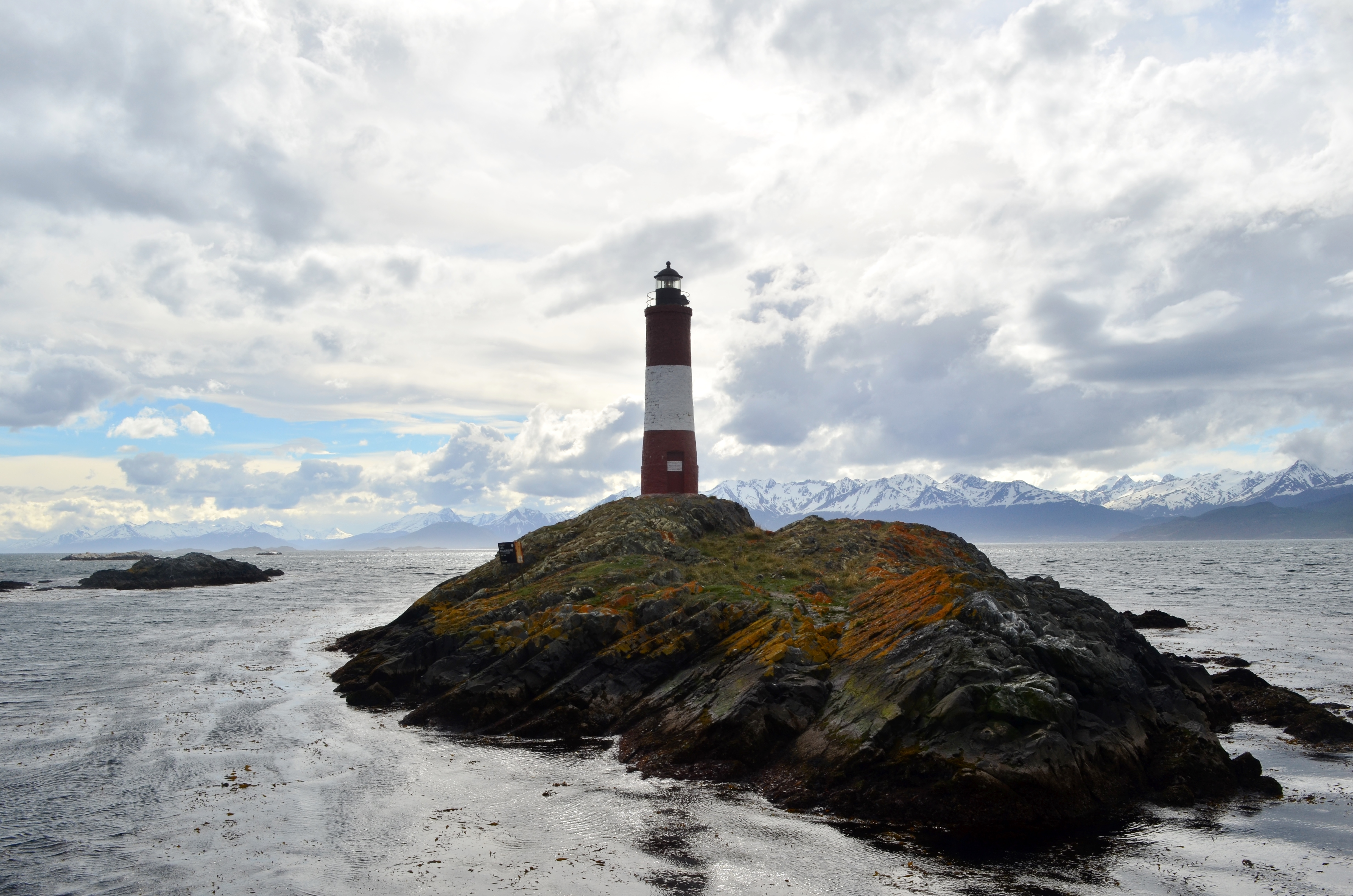
Маяк Les Éclaireurs

Ушуая вважається найпівденнішим містом Землі, або, як його ще називають аргентинці, містом на кінці світу. Це є гарним туристичним брендом. В Ушуаї є Поїзд Кінця Світу, а до маяка «Les Éclaireurs», який називають маяком на кінці світу (ісп. Faro del fin del mundo), можна легко дістатися з міського порту на катері. Висаджувати пасажирів на острів, де розташований маяк, заборонено.
Маяк «Les Éclaireurs» є найпівденнішим маяком на Землі.
У романі Жюля Верна «Маяк на кінці світу» описується не маяк «Les Éclaireurs» а маяк Сан-Хуан-де-Сальваменто, який знаходиться на східному узбережжі віддаленого аргентинського острова Ісла-де-лос-Естадос, який розташований значно східніше і трохи північніше Ушуаї.

## Зовнішні заслання
- Список маяків в Аргентині [Архівовано 2 квітня 2019 у Wayback Machine.] Servicio de Hidrografía Naval

| Аргентина | Це незавершена стаття з географії Аргентини. Ви можете допомогти проєкту, виправивши або дописавши її. |